# باکاردی ۱۵۱

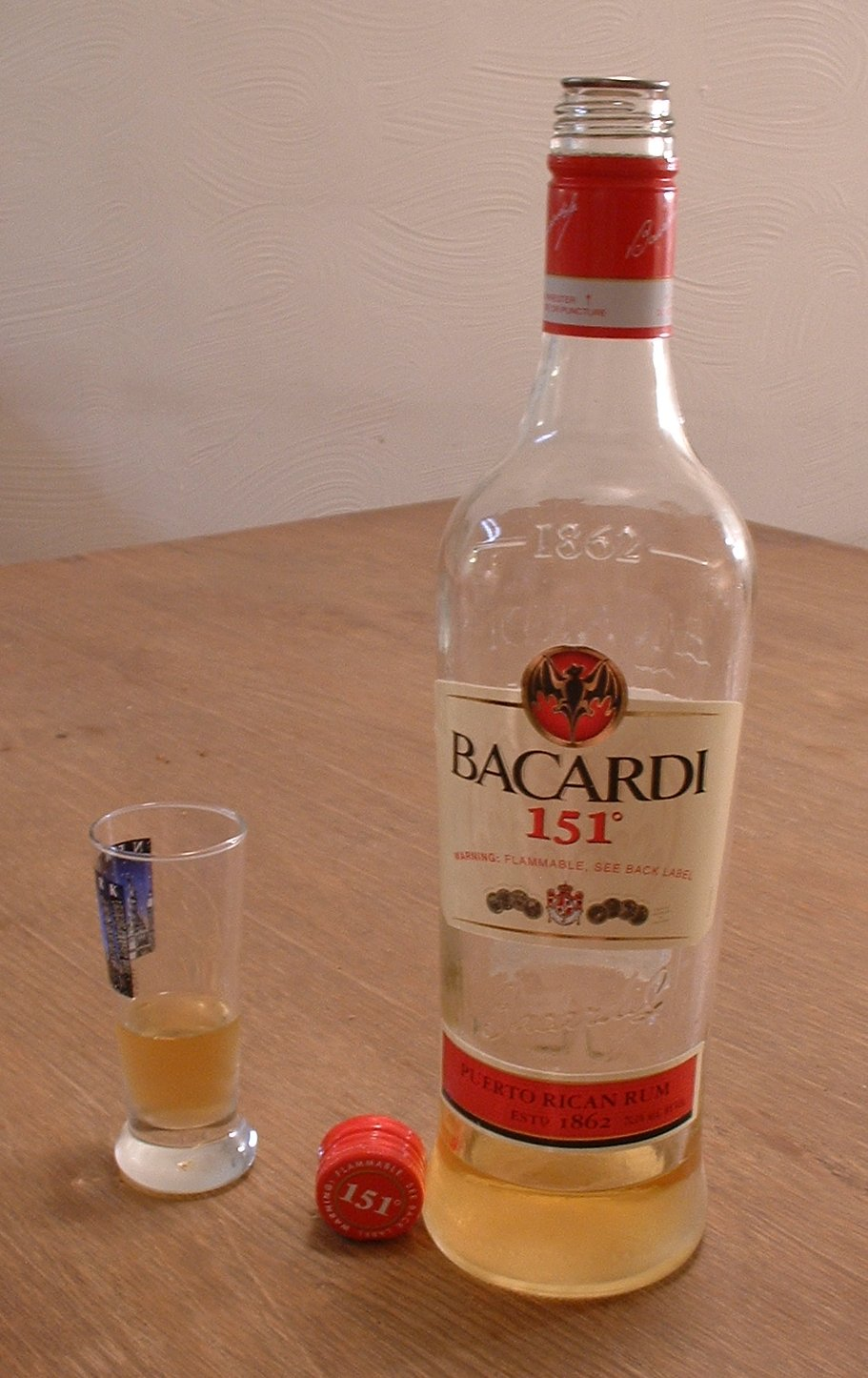
یک بطری باکاردی ۱۵۱

باکاردی ۱۵۱ (به انگلیسی: Bacardi 151) نوعی رام است که توسط شرکت باکاردی تولید می‌شود. این مشروب شامل ۷۵٫۵ درصد الکل (اتانول) است و به خاطر درصد بالای الکل مشهور است. باکاردی ۱۵۱ به عنوان قوی‌ترین مشروب وسیعا در دسترس در آمریکا معروف است.